# Pierre Joubert
Pierre Joubert född 27 juni 1910, död 13 januari 2002, fransk konstnär; tecknare och illustratör i den realistisk-romantiska genren. Han är mest känd för sitt engagemang inom scouting och för sina omslag och illustrationer till barn- och ungdomsböcker.

## Fotnoter
1. ↑  Benezit Dictionary of Artists, Oxford University Press, 2006 och 2011, ISBN 978-0-19-977378-7, Benezit-ID: B00095969, läst: 9 oktober 2017.[källa från Wikidata]
2. 1 2  Lambiek Comiclopedia, Lambiek, 1 november 1999, Lambiek Comiclopedia artist-ID: j/joubert_pierre, läst: 9 oktober 2017.[källa från Wikidata]
3. 1 2  Internet Speculative Fiction Database, ISFDB författar-ID: 186663, läst: 9 oktober 2017.[källa från Wikidata]
4. ↑  Gemeinsame Normdatei, läst: 20 december 2014.[källa från Wikidata]
5. ↑  Babelio, Babelio författar-ID: 48159, läst: 9 oktober 2017.[källa från Wikidata]
6. ↑  Gemeinsame Normdatei, läst: 1 januari 2015.[källa från Wikidata]